# Adanero
Adanero es un municipio y villa española perteneciente a la provincia de Ávila, en la comunidad autónoma de Castilla y León. El término municipal tiene una población de 208 habitantes (INE 2024).

## Toponimia
El topónimo, podría provenir de «heredamiento o propiedad de Adán» del antiguo pueblo Adano, igual que indica para Adanero Eduardo Tejero Robledo.

## Geografía
La localidad de Adanero se encuentra en la comarca de La Moraña, a 910 m sobre el nivel del mar, a 40 km de la capital provincial y situado entre el punto kilométrico 109 y 110 de la carretera N-6 Madrid-La Coruña. La población (referida al 01/01/2006 por el I.N.E.) era de 326 personas (161 varones, 165 mujeres). La superficie es de 31 km², aunque están en litigio 6,31 ha con la localidad vecina.
| Noroeste: Gutierre-Muñoz   | Norte: Martín Muñoz de las Posadas | Noreste: Martín Muñoz de las Posadas |
| Oeste: Pajares de Adaja    |                                    | Este: Santa María la Real de Nieva   |
| Suroeste: Pajares de Adaja | Sur: Sanchidrián                   | Sureste: Muñopedro                   |

## Historia

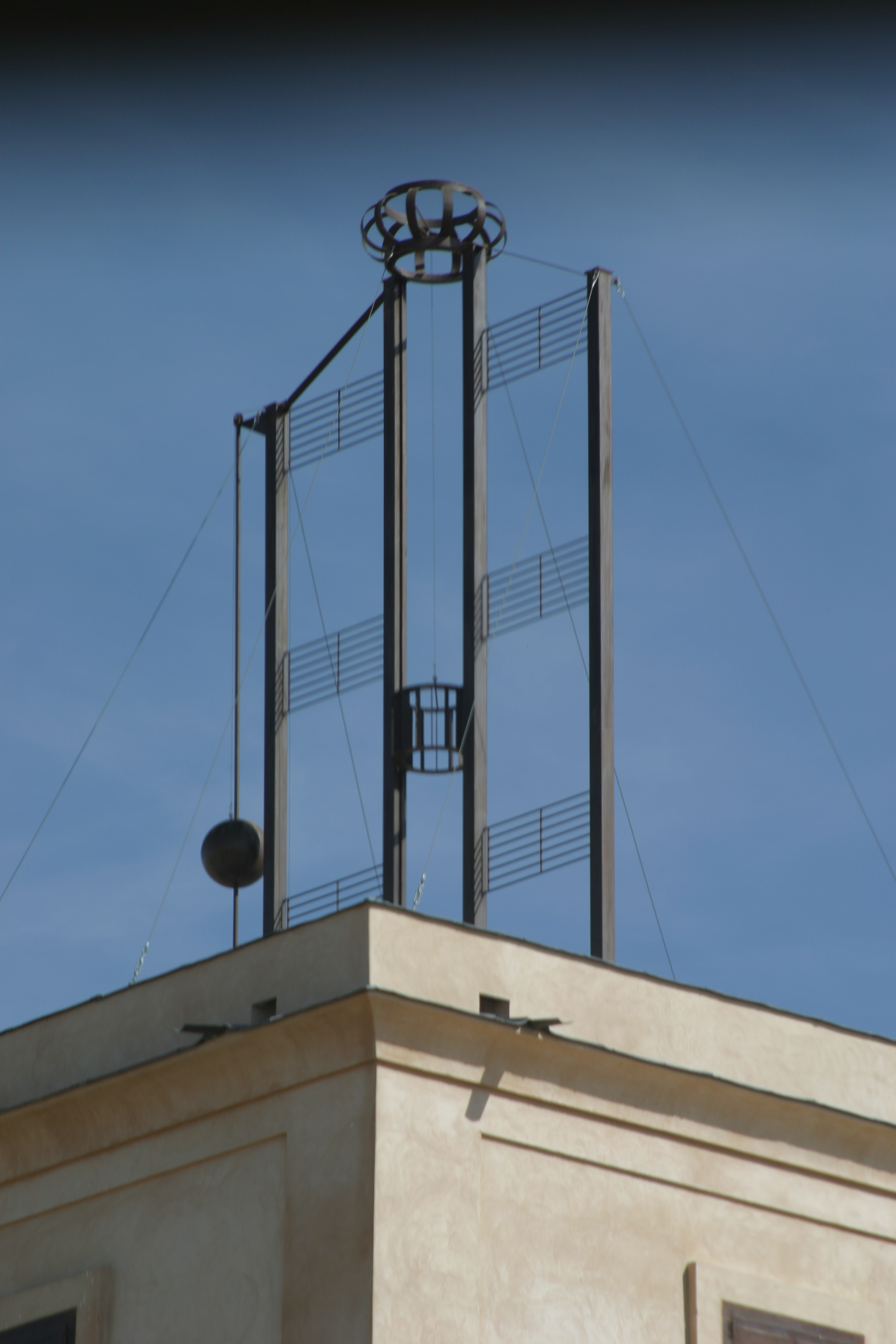
Telégrafo óptico restaurado de Adanero

Este pueblo es de nueva creación, el anterior que había, llamado Adano, fue destruido durante la «Reconquista» de la península ibérica.
Se han encontrado restos —un jarro de bronce— de origen visigodo en el término.
Su primera mención escrita se remonta a 1250. Durante el siglo XV perteneció al sexmo de Santo Tomé.
El título de villa lo ostenta en virtud de Real Cédula concedida por el monarca Felipe IV el 15 de mayo de 1630. En el Decreto Real de 12 de marzo de 1691, firmado por el rey Carlos II, nombraba a Pedro Núñez de Prado primer conde de Adanero. Se constituyó como villa libre en virtud de la cédula expedida por Felipe V el 22 de septiembre de 1741, reafirmada por Fernando VI el 3 de mayo de 1753 con una nueva Cédula Real en los mismos términos que la que fuera concedida pocos años antes.
En 1845 la descripción en el Diccionario geográfico-estadístico-histórico de España y sus posesiones de ultramar de Pascual Madoz de esta localidad, de mediados del siglo XIX, dice que la localidad está situada en una planicie de numerosos lagos: entonces contaba con 218 casas y 774 habitantes. La gente se dedicaba a la agricultura, a la arriería y al comercio de ganados:

ADANERO: v. con ayunt. de la prov., adm. de rent. y dióc. de Avila (6 leg.), part. jud. de Arévalo (3), aud. terr. de Madrid (16), y c. g. de Casilla la Vieja: SIT. en una planicie, circundada de algunos lagos, de CLIMA sano, horizonte despejado, y mas propensa á fiebres intermitentes que á otras enfermedades: tiene 218 CASAS de regular distribucion, una de postas, otra de ayun., estafeta de correos, escuela de primera enseñanza, dotada de los fondos de propios, pósito, igl. parr. sólida y moderna, dedicada á la Asuncion de Ntra. Sra. y servida por 1 párroco y 1 beneficiado, que obtienen sus destinos por oposicion en concurso general, cementerio, 2 ermitas, una con advocacion á Jesus Nazareno, y otra á Sta. Ana, y aguas abundantes de pozo de mala calidad; las personas que quieren beberla mejor, la toman de un hermoso caño, construido poco ha de los fondos comunes a 1/2 leg. de la v. hacia el O. en el desp. de Mamblas. Confina el TÉRM. por N. con el de Martin Muñoz á dist. de 1/2 leg., E. con el r. Boltoya á poco más de 1/4, S. con térm. de Sanchidrian á 1/2, y O. con el r. Adaja á unos 3/4: sy cabida es de 7,034 fan. de tierra, 5,034 cultivadas y 2,000 incultas cultivables: quellas están divididas en 2 hojas, y cada año se siembra una de 2,517 fanegas.: en legumbres se emplean 80, y 316 en pasto: el TERRENO en lo general es llano y de buena calidad, y hácia el NE. á 1/2 leg. de dist. se encuentra un pinar de propios de la v.; por ella pasan los 3 correos generales á la semana, la carretera de la Coruña á Madrid, y no lejos la de Valladolid: el CAMINO provincial se halla en regular estado; PROD.: trigo, cebada, centeno, algarrobas, garrbanzos, ganado lanar y vacuno; POBL.: 182 vec., 774 hab. dedicadas á la agricultura, arrieria  y tráfico de ganados; CAP. PROD.: 1.900,000 rs.; IMP.: 76,000 rs.; CONTR. 24,060 rs., 32 mrs. vn.

Así mismo Francisco de Paula Mellado en 1845 (España geográfica, histórica, estadística y pintoresca, pág. 151) y en 1846 (Guía del viagero en España, 3.ª ed. pag. 476), describe a Adanero.

## Demografía
Adanero cuenta con una población de 208 habitantes (INE 2024).
| Gráfica de evolución demográfica de Adanero entre 1842 y 2021                                                         |
| |
| Población de derecho según los censos de población del INE. Población de hecho según los censos de población del INE. |

## Símbolos
El escudo heráldico y la bandera que representan al municipio fueron aprobados el 29 de diciembre de 1997. El escudo se blasona de la siguiente manera:

Escudo de forma española. En campo de gules, una torre de oro, almenada, mamposteada, desable y aclarada de azur, sobre terraza sinople cargada con ondas de plata y azur, cimada de guerrero armado de yelmo con airón, espada y tarja y superada de corona condal. Al timbre, Corona Real de España.
Boletín Oficial de Castilla y León nº 18 de 28 de enero de 1998

La descripción de la bandera es la siguiente:

Bandera cuadrada, de proporción 1:1, de color carmesí, y en su centro el escudo municipal, en sus colores.
Boletín Oficial de Castilla y León nº 18 de 28 de enero de 1998

## Patrimonio arquitectónico

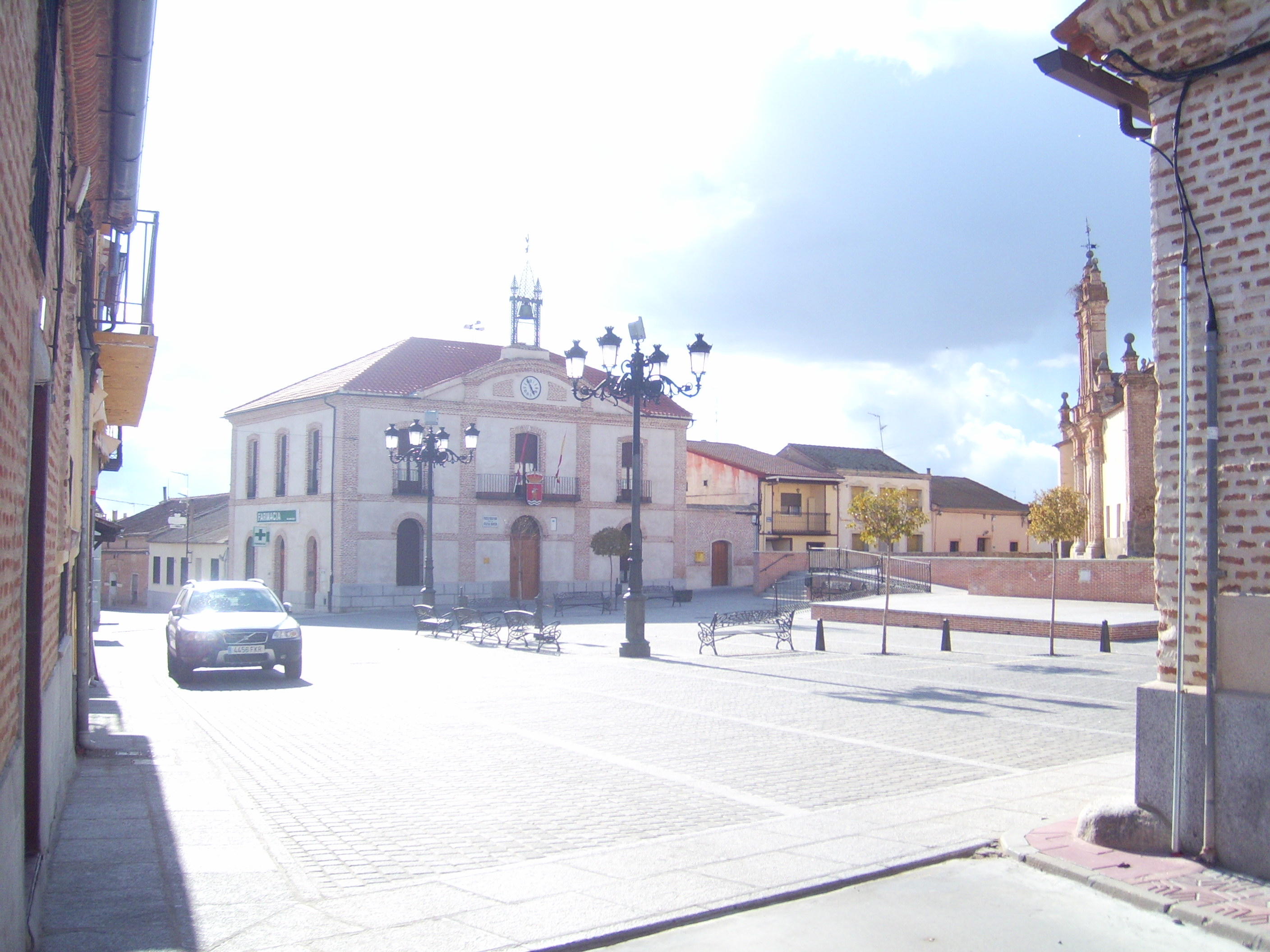
El palacio consistorial data del

En su plaza Mayor de la población se alzan el palacio consistorial y la iglesia. También se encuentra en la localidad el palacio o mansión de los Condes de Adanero.

### Palacio consistorial
El palacio consistorial es un gran edificio de mediados del siglo XIX. Cabe destacar su reloj, que ha regido las horas de la villa con su campana.

### Iglesia de Nuestra Señora de la Asunción (Inicialmente iglesia de Santa María)

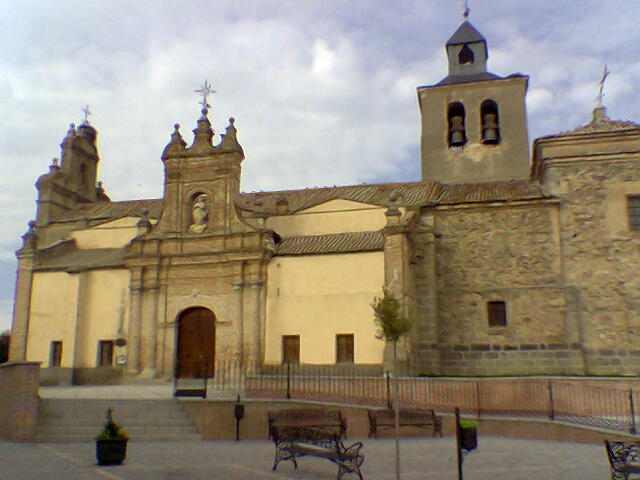
Iglesia de Adanero

Está declarada Bien de Interés Cultural con categoría de monumento. En su estructura se pueden apreciar diferentes estilos arquitectónicos (románico-mudéjar, renacentista y barroco). Cuenta con tres naves soportadas por dos arcos de granito que sostienen todo el peso sobre sendas columnas en sus extremos. En la ornamentación interior cuenta con distintos retablos, como los de San Miguel y Santiago Matamoros, y confesionarios de inspiración barroca. También destaca su órgano del siglo XVIII, de Juan Francisco Verdalonga Romero (los instrumentos de la familia Verdalonga crearon una estética en el órgano español). La última restauración, casi integral, se realizó fue entre 2021 y 2022.

### Palacio de los Condes de Adanero

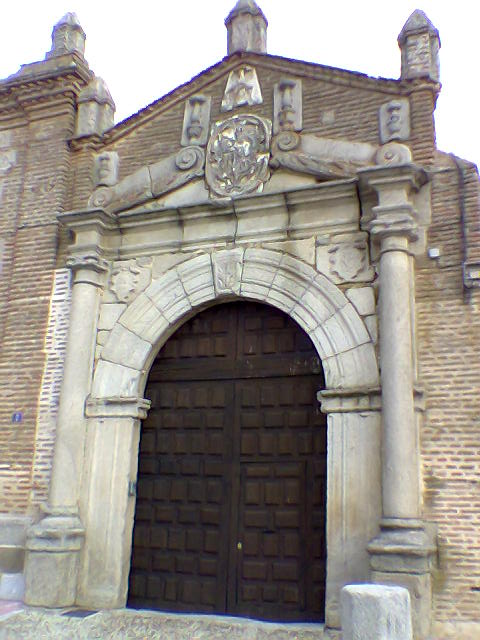
Palacio de los Condes de Adanero

Arquitectura típica de las construcciones nobles castellanas en ladrillo y cuarterones. Cuenta con una portada labrada en piedra granítica, con el escudo tallado en piedra caliza que pertenece al apellido Núñez de Prado, que llevaron los dos primeros Condes de Adanero. Construido posiblemente a finales del siglo XVII.

### Telégrafo óptico
Durante el siglo XIX contó con una torre del telégrafo óptico, restaurada en 2005 por una compañía de telefonía móvil.

## Patrimonio natural

### Laguna de San Antón
La Laguna de San Antón, con régimen de protección desde 1994, se encuentra incluida en el Catálogo Regional de Zonas Húmedas de Interés de la comunidad autónoma de Castilla y León. Perteneciente a la Confederación Hidrográfica del Duero, está situada a las afueras del pueblo, sus aguas son permanentes fluctuantes. Dando cobijo a azulones, donde pueden llegar a criar, y sirve de lugar de descanso a pequeños limícolas, como el correlimos común, el andarríos chico y el andarríos grande en sus viajes hacia sus cuarteles de cría e invernada. También podemos encontrar ejemplares de focha común -Fulica atra-, cuchara común -Anas clypeata-, zampullín común o chico -Tachybaptus ruficollis-, gallineta común -Gallinula chloropus- y alguna vez tarros canelos -Tadorna ferruginea- entre otros. Cuenta con una población de ganso y pato doméstico.